# Pixhawk

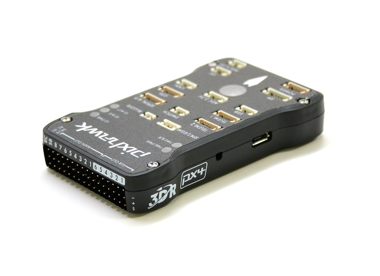
Un contrôleur de vol Pixhawk.

Pixhawk est un projet indépendant qui vise à fournir du matériel de contrôle de pilotage (autopilote) haut de gamme, à coûts bas ou raisonnables à des communautés d'utilisateurs universitaires, de loisirs et industrielles. C'est un projet de développement de matériel informatique open source, mis à disposition ou vendu sous licence ouverte Creative Commons.

## Histoire
Pixhawk 1 résulte d’une collaboration entre l'équipe ArduPilot et l'équipe PX4 (en). Il est financé par 3D Robotics (en) (Lorenz, Mike, Jeff, Craig et autres). 
Pixhawk 2 poursuit ce partenariat, mais est maintenant géré dans la communauté par Philip Rowse (ProfiCNC).
En 2016, il existe de nombreux produits légalement dérivés de la famille Pixhawk, mais comme Pixhawk est sous licence open source, appeler une plateforme commerciale « Pixhawk » est une violation des termes de la licence si elle est utilisée sans autorisation.
Pixhawk est une marque détenue par Lorenz Meier. Il est utilisé par ProfiCNC et 3DR avec sa permission.
Les matériels inspirés de Pixhawk peuvent être commercialisés mais sous la même licence ouverte (licence virale).